# Žalec (plaats)
Žalec (Duits: Sachsenfeld) is een plaats in Slovenië en maakt deel uit van de gemeente Žalec in de NUTS-3-regio Savinjska. De plaats telde 5.004 inwoners op 1 januari 2023.

## Geboren
- Urška Žolnir (1981), Sloveens judoka